# ریشه‌ها: هدیه
ریشه‌ها: هدیه (انگلیسی: Roots: The Gift) یک فیلم تلویزیونی به کارگردانی کوین هوکس محصول سال ۱۹۸۸ است.
این فیلم که در تاریخ ۱۱ دسامبر ۱۹۸۸ از ای‌بی‌سی پخش شده براساس رمان‌ها ریشه‌ها اثر آلکس هیلی ساخته شده‌است.

## بازیگران
- لوار بارتون در نقش Kunta Kinte
- لوئیس گوست، جونیور در نقش Fiddler
- شان کسیدی در نقش Edmund Parker, Jr.
- جری هاردین در نقش Dr. William Reynolds
- کیت مولگرو در نقش Hattie Carraway
- ایوری بروکس در نقش Cletus Moyer
- مایکل لرنید در نقش Amelia
- جان مک‌مارتین در نقش Edmund Parker, Sr.
- آنابلا پریس در نقش Sarah Parker
- فران بنت در نقش May
- تیم راس در نقش Marcellus